# 1983-as Vuelta ciclista a España
Az 1983-as Vuelta ciclista a España volt a 38. spanyol körverseny. 1983. április 19-e és május 8-a között rendezték. A verseny össztávja 3398 km volt, és 19 szakaszból állt. Végső győztes a francia Bernard Hinault lett.

## Végeredmény
|    | Versenyző             | Csapat                | Idő           |
| -- | --------------------- | --------------------- | ------------- |
| 1  | Bernard Hinault       | Renault-Elf-Gitane    | 94 óra 28' 26 |
| 2  | Marino Lejarreta      | Alfa Lum-Olmo         | 1' 12         |
| 3  | Alberto Fernández     | Zor-Gemeaz            | 3' 58         |
| 4  | Alvaro Pino           | Zor-Gemeaz            | 5' 09         |
| 5  | Hennie Kuiper         | Jacky Aernoudt-Rossin | 10' 26        |
| 6  | Eduardo Chozas Olmo   | Zor-Gemeaz            | 11' 11        |
| 7  | Laurent Fignon        | Renault-Elf-Gitane    | 11' 27        |
| 8  | Pedro Munoz Rodriguez | Zor-Gemeaz            | 12' 25        |
| 9  | Vicente Belda         | Kelme                 | 13' 28        |
| 10 | Faustino Ruperez      | Zor-Gemeaz            | 13' 36        |